# Титан (футбольный клуб, Армянск)
«Титан» (укр. ФК «Титан») — украинский футбольный клуб из Армянска, Автономной Республики Крым, существовавший в 1969—2014 годах.

## Названия клуба
- 1964—1969 — Команда города Армянска
- 1969—1973 — «Строитель» (Армянск)
- 1973—2014 — «Титан» (Армянск)

## История
В 1964 году была сформирована сборная команда посёлка городского типа Армянск, которая приняла участие в первенстве Красноперекопского района и Крымской области.
В 1969 году команда пгт. Армянск получила официальное название «Строитель», так как в то время в состав сборной вошли представители различных предприятий и организаций: КЗПДТ, треста «Перекопхимстрой», ПМК-41, АСУ-267, РСУ, СМУ-5.
В 1973 году главная команда нынешнего города Армянска переименована по инициативе руководителя завода и строительства стадиона Всеволода Степанова в «Титан». В 1974 году команда «Титан» впервые приняла участие в первенстве УССР среди коллективов физической культуры.
Команда «Титан» провела 6 международных матчей с командами Болгарии, Венгрии и Польши (3 победы, 2 ничьи,1 поражение).
В чемпионатах независимой Украины команда мастеров выступала с 1992 во Второй Лиге, выиграв которую в 2010 году, вышла в Первую Лигу.
В сезоне 2013/14 клуб занял 12-е место в Первой Лиге. Однако в связи с аннексией Крыма Россией ФК «Титан» лишился возможности выступать в Чемпионате Украины и был расформирован в июне 2014 года.

## Достижения
- Чемпион Крымской области: 1975, 1976, 1977, 1978, 1979, 1980, 1981, 1983, 1984, 1986, 1988, 1990.
- Обладатель Кубка Крыма: 1976, 1977, 1978, 1979, 1981, 1985, 1987, 1989, 1990.
- Обладатель Кубка УССР: 1977.
- Финалист Кубка УССР: 1976, 1985.
- Кубок Украины: 1/8 финала (2006)
- Победитель Второй Лиги: 2009/2010
- Первая лига Украины по футболу: 11 место (2011/2012)